# OpenVAS
OpenVAS (Open Vulnerability Assessment System, em português Sistema Aberto de Avaliação de Vulnerabilidade, inicialmente GNessUs) é um framework de vários serviços e ferramentas que oferece uma solução de varredura e gerenciamento de vulnerabilidade.
Todos os produtos OpenVAS são software livre. A maioria dos componentes estão licenciados sob a GPL.
A última versão é a 9.0, lançada em março de 2017.

## História
O OpenVAS começou sob o nome de GNessUs, como uma bifurcação da ferramenta de varredura Nessus, anteriormente de código aberto, após a Tenable Network Security ter alterado-a para uma licença proprietária (código fechado) em outubro de 2005. O OpenVAS foi originalmente proposto por testadores de penetração na Portcullis Computer Security e então anunciado por Tim Brown no Slashdot.
OpenVAS é um projeto membro do Software in the Public Interest.

## Arquitetura

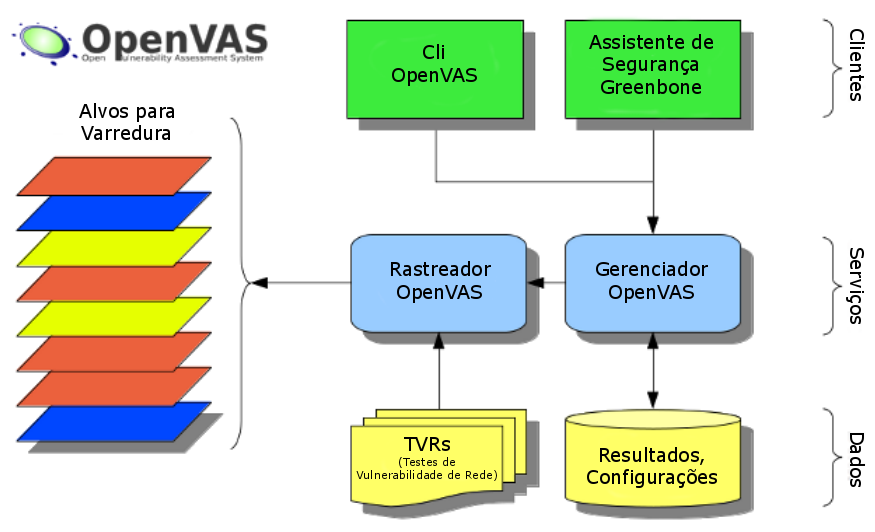
Estrutura do OpenVAS

### Rastreador OpenVAS
O núcleo de sua arquitetura orientada a serviços com segurança SSL é o Rastreador OpenVAS (OpenVAS Scanner). O rastreador executa os Testes de Vulnerabilidade de Rede (TVRs) reais que são servidos com atualizações diárias, fornecidas pelo Feed NVT OpenVAS ou através de um serviço de feed comercial.
O Feed de Testes de Vulnerabilidade de Rede (Network Vulnerability Tests - NVTs), atualizado diariamente, conta com cerca de 35.000 testes no total (a partir de abril de 2014).
O Rastreador OpenVAS oferece o protocolo de comunicação OTP (OpenVAS Transfer Protocol ou Protocolo de Transferência OpenVAS) que permite controlar a execução da varredura. Este protocolo está sujeito a ser eventualmente substituído e, portanto, não é recomendado desenvolver clientes OTP.

### Gerenciador OpenVAS
O Gerenciador OpenVAS é o serviço central que consolida a varredura de vulnerabilidade em uma solução completa de gerenciamento de vulnerabilidade. O gerenciador controla o Rastreador através do OTP (OpenVAS Transfer Protocol ou Protocolo de Transferência OpenVAS) e por si só oferece o OMP (OpenaVAS Management Protocol ou Protocolo de Gerenciamento OpenVAS), um protocolo sem estado baseado em XML. Toda a inteligência é implementada no Gerenciador, desta forma é possível implementar vários "pequenos clientes" que irão comportar-se consistentemente, como por exemplo, no que diz respeito à filtragem ou a classificação de resultados da verificação.

### Clientes
Diferentes clientes OMP estão disponíveis, entre eles:
- O Assistente de Segurança Greenbone (Greenbone Security Assistant - GSA) é um pequeno web service que oferece uma interface de usuário para navegadores web. O GSA utiliza folha de estilo de transformação de XSL, que converte respostas OMP em HTML.
- CLI OpenVAS contem a ferramenta de linha de comando "omp" que permite criar processos em lote para conduzir o Gerenciador OpenVAS. Outra ferramenta deste pacote é um plugin Nagios.

A maioria das ferramentas listadas acima compartilham funcionalidade que é agregada nas Bibliotecas do OpenVAS".

## Documentação
O Compêdio do OpenVAS é uma publicação do Projeto OpenVAS que entrega uma grande quantidade de documentação sobre o OpenVAS. OpenVAS Protocol Documentation
- OpenVAS Compendium - A Publication of The OpenVAS Project